# Pamela Stephenson
Pamela Stephenson, född 4 december 1949 i Takapuna, Auckland, Nya Zeeland, är en australisk psykolog, författare, skådespelare och komiker.
Pamela Stephenson växte upp i Australien, där hon började sin skådespelarkarriär. Stephenson kom till London i slutet av 1970-talet. Där vann hon stor popularitet i humorserien Inte aktuellt (Not the Nine O'Clock News) 1979-1982, och senare i amerikanska Saturday Night Live från New York 1984-1985.
Stephenson har sedan dragit sig tillbaka från film och TV, och ägnar sig istället åt att undervisa i psykologi i Kalifornien, där hon är bosatt.

## Filmografi i urval
- 1978 – The Comeback
- 1979–1982 – Inte Aktuellt (TV-serie)
- 1981 – Det våras för världshistorien, del 1
- 1983 – Stålmannen går på en krypto-nit
- 1984 – Mera blod i baljan, Boys
- 1984 – Titta, vi spionerar
- 1984 – Jakten på miljonerna
- 1984–1985 – Saturday Night Live (TV-serie)
- 1987 – Panik i republiken